# Méaulte
Méaulte é uma comuna francesa na região administrativa de Altos da França, no departamento de Somme. Estende-se por uma área de 10,75 km². Em 2010 a comuna tinha 1 279 habitantes (densidade: 119 hab./km²).